# Shinsuke Hosoda
Shinsuke Hosoda (jap. 細田 信輔 Hosoda Shinsuke; ur. 1955) – japoński ekonomista i historyk, doktor nauk humanistycznych, profesor Uniwersytetu Ryukoku w Kioto. Znawca historii ekonomii, ze szczególnym uwzględnieniem dziejów społeczno-gospodarczych Europy Środkowej.

## Życiorys
Absolwent Wydziału Ekonomii Uniwersytetu Keiō w Tokio. W 1987 roku rozpoczął studia doktoranckie na Uniwersytecie Wrocławskim. W 1993 roku uzyskał stopień naukowy doktora nauk humanistycznych na podstawie rozprawy pt. Położenie socjalne robotników w górnictwie węglowym w Księstwie Pszczyńskim 1847–1870, której promotorem był prof. dr hab. Karol Jonca. Rozprawa została opublikowana w 1997 roku przez Wydawnictwo Uniwersytetu Wrocławskiego.
Zatrudniony na Uniwersytecie Ryukoku w Kioto, gdzie pełni funkcję profesora w Katedrze Ekonomii Międzynarodowej Wydziału Ekonomii. Członek rady naukowej Czasopisma Naukowego w Siecioraz Instytutu Kaszubskiego.

## Życie prywatne
Żonaty z Japonką, Hideko, z którą prowadzi polską kawiarnię literacką Max1921 w Kioto. Miejsce to popularyzuje kulturę polską, oferując możliwość zapoznania się z polską kuchnią, literaturą oraz kinem.
Oprócz ojczystego języka japońskiego posługuje się biegle językiem angielskim, niemieckim i polskim.

## Wybrane publikacje
- Historia i aktualna sytuacja mniejszości etnicznych w Polsce i Japonii na przykładzie Kaszubów, Ajnów i Okinawańczyków. Acta Cassubiana. 2013. 15. 89-100
- Uwaga na atom. Pomerania. 2012. 49. 4. 55
- Lebensverhaeltnisse der oberschlesischen Bergarbeiter im 19. Jahrhundert. Gezeigt am Beispiele des Steinkohlenbergbaues im Fuerstentum Pless ( I ). Ryukoku Journal of Economic Studies. 1996. 35. 3. 19
- Modernisierung und Entwicklung des Magnatenbetriebes in der oberschlesischen Montanindustrie. Mitta Journal of Economics. 1994. 87. 1. 98
- Veraenderungen der Arbeitsverhaeltnisse in der oberschlesischen Montanindustrie unter besonderer Beruecksichtigung des Steinkohlenbergbaues im Fuerstentum Pless (1847-1870). Socio-Economic History. 1994. 59. 6. 817
- Regulamin karny (1861) i regulamin pracy (1869) w kopalniach Księstwa Pszczyńskiego. Śląski Kwartalnik Historyczny Sobótka. 1992. 47. 3-4
- Aufstandsbewegung in Mitteldeutschland im Jahre 1921. Mita Journal of Economics. 1986. 79. 2. 234